# Sołniecznoje
Sołniecznoje (ros. Со́лнечное, fiń. Ollila) – osiedle typu miejskiego w Rosji, w granicach administracyjnych Petersburga, w wypoczynkowej części miasta. Do roku 1948 nosiło fińską nazwą Olliła (do marca 1940 miasto leżało w granicach Finlandii). Położone jest nad Zatoką Fińską. Około 1370 mieszkańców (2010). 
W Sołnieczoje, aż do delegalizacji Świadków Jehowy w Rosji w 2017 roku znajdowało się Biuro Oddziału, koordynujące ich działalność w Rosji i w kilku innych państwach, będących wcześniej republikami dawnego ZSRR.